# 李昌來
李昌來（1965年7月29日—）是韓國的小說家，现于美國普林斯頓大學教授創意寫作 ，曾擔任普林斯頓大學的創意寫作計劃主任。
李昌來於1965年出生在韓國，3歲移居美國 。后毕业于菲利普斯埃克塞特学院。